# 卢萨加
卢萨加，是西班牙卡斯蒂利亚-拉曼恰瓜达拉哈拉省的一个市镇。总面积30平方公里，总人口99人（2001年），人口密度3人/平方公里。